# Caloplaca dakotensis
Caloplaca dakotensis är en lavart som beskrevs av Wetmore. Caloplaca dakotensis ingår i släktet orangelavar och familjen Teloschistaceae.   Inga underarter finns listade i Catalogue of Life.